# (210432) Dietmarhopp
(210432) Dietmarhopp est un astéroïde de la ceinture principale.

## Description
(210432) Dietmarhopp est un astéroïde de la ceinture principale. Il fut découvert le 8 décembre 2008 à Calar Alto par Felix Hormuth. Il présente une orbite caractérisée par un demi-grand axe de 3,11 UA, une excentricité de 0,07 et une inclinaison de 18,1° par rapport à l'écliptique.

## Compléments